# Nore
Nore (irl. An Fheoir) – rzeka w Irlandii, jedna z tzw. trzech sióstr (pozostałe dwie to Barrow i Suir).
Rzeka ma swoje źródło na zboczu góry Devil's Bit w hrabstwie Tipperary. Rzeka przepływa przez miasta Ballyragget, Kilkenny, Bennettsbridge, Thomastown.